# Tūtlī-ye Soflá
Tūtlī-ye Soflá (persiska: Tūtlī-ye Pā’īn, توتلی پائين, Tūtlī Soflá, Tūtlī, توتلی سفلی) är en ort i Iran.   Den ligger i provinsen Nordkhorasan, i den nordöstra delen av landet, 500 km nordost om huvudstaden Teheran. Tūtlī-ye Soflá ligger 1 031 meter över havet och antalet invånare är 449.
Terrängen runt Tūtlī-ye Soflá är kuperad åt sydost, men åt nordväst är den platt. Runt Tūtlī-ye Soflá är det ganska glesbefolkat, med 27 invånare per kvadratkilometer. Närmaste större samhälle är Karkūlī, 6,0 km nordväst om Tūtlī-ye Soflá. Trakten runt Tūtlī-ye Soflá består i huvudsak av gräsmarker.